# Antoni Pieniążek
Antoni Kazimierz Pieniążek (ur. 3 marca 1940 w Studzianie, zm. 25 maja 2020 w Lublinie) – polski prawnik, doktor habilitowany nauk prawnych, nauczyciel akademicki, poseł na Sejm X kadencji, w latach 2005–2012 dziekan Wydziału Prawa i Administracji Uniwersytetu Marii Curie-Skłodowskiej w Lublinie.

## Życiorys

### Wykształcenie i działalność naukowa
Syn Tadeusza i Weroniki. W 1965 ukończył studia na Wydziale Prawa Uniwersytetu Marii Curie-Skłodowskiej w Lublinie. W 1971 uzyskał stopień doktora nauk prawnych na podstawie pracy pt. Ewolucja idei suwerenności, której promotorem był Henryk Groszyk. Siedem lat później habilitował się w oparciu o rozprawę zatytułowaną Państwo na etapie budowy rozwiniętego społeczeństwa socjalistycznego. Od ukończenia studiów pozostawał pracownikiem naukowym UMCS, dochodząc do stanowiska profesora nadzwyczajnego. Był pełnomocnikiem rektora, a także prodziekanem Wydziału Prawa i Administracji (1986–1988, 1999–2005). Od 2005 pełnił funkcję dziekana tego wydziału. Senat UMCS 4 lipca 2011 podjął uchwałę stwierdzającą wygaśnięcie mandatu dziekańskiego, powołując się na utratę biernego prawa wyborczego (z uwagi na wiek). Na uczelni kierował również Zakładem Socjologii Prawa.
Był także profesorem Wyższej Szkoły Prawa i Administracji w Przemyślu i kierownikiem Zakładu Prawoznawstwa i Nauk o Społeczeństwie tej uczelni. Objął również stanowisko profesora na Wydziale Ekonomicznym Politechniki Radomskiej im. Kazimierza Pułaskiego.

### Działalność polityczna i biznesowa
Od 1964 należał do Polskiej Zjednoczonej Partii Robotniczej. Od 1965 do 1967 był członkiem plenum komitetu wojewódzkiego PZPR w Lublinie. W latach 1975–1981 był lektorem KC PZPR. Od 1978 do 1981 pełnił funkcję sekretarza komitetu uczelnianego partii na UMCS. Od 1988 do 1990 stał na czele Wojewódzkiej Rady Narodowej w Lublinie. Sprawował mandat posła na Sejm kontraktowy z okręgu Kraśnik, na koniec kadencji należał do Parlamentarnego Klubu Lewicy Demokratycznej.
Zasiadał w radzie nadzorczej jednego z Narodowych Funduszy Inwestycyjny oraz Polskiego Radia Lublin, a także w radzie Lubelskiej Kasy Chorych z rekomendacji Sojuszu Lewicy Demokratycznej.
Pochowany na cmentarzu przy ul. Lipowej w Lublinie.

## Wybrane publikacje
- Demokratyczne państwo prawne. Doktrynalne podstawy, istota i charakter, Przemyśl 1999
- Podstawy prawa. Zarys wykładu dla studiujących kierunki ekonomiczne, Przemyśl 2000.
- Socjologia prawa. Zarys wykładu (współautor), Kraków 2001.
- Społeczeństwo i jednostka, Lublin 1988.
- Suwerenność – problemy teorii i praktyki, Warszawa 1978.
- Wstęp do nauki o państwie i prawie (współautor), Lublin 2001.
- Zarys prawa dla ekonomistów (współautor), Lublin 1999.

## Odznaczenia
- Krzyż Oficerski Orderu Odrodzenia Polski (2000)[8]
- Krzyż Kawalerski Orderu Odrodzenia Polski
- Złoty Krzyż Zasługi
- Srebrny Krzyż Zasługi
- Brązowy Krzyż Zasługi